# Sascha Plöderl
Sascha Plöderl (1 januari 1973) is een Oostenrijks autocoureur.

## Carrière
Plöderl reed in 1999 in de Oostenrijkse Formule Ford. Ook reed hij tussen 2001 en 2003 in het Austrian Touring Car Championship between 2001 and 2003 en reed hij in de Duitse Renault Clio Cup in 2004.
In 2005 nam Plöderl deel aan het German Production Car Championship, waar hij als derde eindigde voor het team RS-Line IPZ Racing. Voor dit team nam hij ook deel aan drie raceweekenden van het World Touring Car Championship in 2005 in een Ford Focus ST170. Zijn beste resultaat was een 22e plaats op de Motorsport Arena Oschersleben.
Na het WTCC heeft Plöderl deelgenomen aan verschillende rally's voor IPZ in een Mitsubishi Lancer Evolution. Ook heeft hij deelgenomen aan de ADAC Procar Series.